# Glypta prominens
Glypta prominens là một loài tò vò trong họ Ichneumonidae.